# NEWSめんたいPlus
『めんたいPlus』（めんたいプラス）は、福岡放送（FBS）で2015年3月30日から2019年6月28日まで放送されていた福岡・佐賀地域を対象にした平日夕方のローカルニュース番組で、『めんたいワイド』の兄弟番組にあたる。通称『めんたいプラス』。

## 概要
これまでの『NEWS5ちゃん』を引き継ぎ、新しい福岡・佐賀地域を対象にした平日夕方のローカルニュース番組として再出発。
この番組は「あしたにプラス」をコンセプトに福岡・佐賀地域でその日に入ってきたニュースを伝えるもので、「暮らしに役立つプラスな情報」も「アクティブ」に伝える。
また、FBS報道部記者である「田中美緒の取材ノート」や「The密着!」などコーナーも挿入する。番組ラストには、一組の夫婦に子供が生まれてから退院するまでを追う「はじめまして赤ちゃん」のコーナーがある。
新聞の番組表では『めんたいワイド』と『news every.』とのオムニバス放送扱い
（『めんたいワイド▽5.53[文][N]every▽6.15めんたいプラス』）として表記されていた。
2018年4月ごろからテロップをリニューアルし色を桃色にしている。テロップには「めんたいPlus」の表記がある。 なお土曜日の『news every.』でのローカル枠では、「めんたいPlus」の表記はない。
2019年4月1日からテロップをデザインを変更した。
2019年7月から本番組を『めんたいワイド』に統合し15:48:30 - 19:00の放送となる。

## 放送時間
- 2015年3月30日 - 2019年6月28日

- 月 - 金曜日 18:15 - 19:00（日本時間、45分）

## タイムテーブル

### 2019年6月放送終了時
| 時刻     | 放送内容             | 備考                                                                                     |
| -------- | -------------------- | ---------------------------------------------------------------------------------------- |
| 18:15    | ニュース             | 『news every.』からステーションブレイク無しで接続している。                              |
| 18:28頃  | 特集                 |                                                                                          |
| 18:40    | 天気予報             |                                                                                          |
| 18:50頃  | スポーツ情報         |                                                                                          |
| 18:53頃  | フラッシュニュース   |                                                                                          |
| 18:56    | はじめまして赤ちゃん | 当番組終了後、このコーナーはめんたいワイド（18時50分ごろ）の中で引き続き放送されている。 |
| 18:58:15 | 番組終了             |                                                                                          |

※時間はおおよそのものである
| 時刻  | 番組タイトル   | 内容                       |
| ----- | -------------- | -------------------------- |
| 15:48 | めんたいワイド | ワイド枠                   |
| 17:53 | news every.    | 東京から【NNN枠】          |
| 18:15 | めんたいPlus   | 県内ニュース（福岡・佐賀） |

- 重大ニュースがある場合、前半パートを休止・短縮の上、15:50 - 16:50もしくは15:50または16:50 - 18:15に『news every.』を放送する場合がある。

## キャスター
特記の無い人物は全員FBSアナウンサー。
メインキャスター（アンカーパーソン）
- 松井礼明（2015年11月16日 - ）
- 若林麻衣子

フィールドキャスター
- 田中美緒（FBS報道部記者）

スポーツ
- 浜崎正樹

気象情報
- 堀井義方（ほりい・よしみち、ウェザーニューズ所属・テロップでは堀井よしみち表記）

若林・浜崎・堀井は『NEWS5ちゃん』からの続投。

### 過去の出演者
- 古賀ゆきひと（2015年3月30日 - 11月13日）